# سرویکوس آئروس پروفسیونالس
سرویکوس آئروس پروفسیونالس (به انگلیسی: Servicios Aéreos Profesionales) یک شرکت هواپیمایی با کد یاتا 5S است که در تاریخ حدود ۱۹۸۱ میلادی تأسیس شده‌است. دفتر مرکزی سرویکوس آئروس پروفسیونالس در فرودگاه بین‌المللی لا ایزبلا واقع شده‌است و به ۳۱ مقصد، پرواز انجام می‌دهد.